# Trixa rufiventris
Trixa rufiventris là một loài ruồi trong họ Tachinidae.